# DC Extended Universe
DC Extended Universe, skrót. DCEU – franczyza obejmująca głównie filmy o superbohaterach produkcji Warner Bros., które oparte są na komiksach DC Comics. Wszystkie jej produkcje osadzone są w tym samym świecie przedstawionym, a część ma ze sobą ciągłość fabularną.
Pierwszą produkcją uniwersum był Człowiek ze stali (2013). Kolejnymi produkcjami są Batman v Superman: Świt sprawiedliwości (2016), Legion samobójców (2016), Wonder Woman (2017), Liga Sprawiedliwości (2017), Aquaman (2018), Shazam! (2019), Ptaki Nocy (i fantastyczna emancypacja pewnej Harley Quinn) (2020), Wonder Woman 1984 (2020), Legion samobójców: The Suicide Squad (2021), Black Adam (2022), Shazam! Gniew bogów (2023), Flash (2023), Blue Beetle (2023) oraz Aquaman i Zaginione Królestwo (2023). Po restrukturyzacji DC Studios oraz powołaniu Jamesa Gunna i Petera Safrana na szefów w 2022 roku, franczyza została w dużej mierze zrestartowana wraz z wydaniem Flasha, prowadząc do filmów i seriali telewizyjnych osadzonych w nowym uniwersum – DC Universe, lecz ostatnim filmem DCEU był Aquaman i Zaginione Królestwo.
Pierwsze osiem wydanych filmów franczyzy zarobiło prawie 5,5 miliarda dolarów, przy łącznym budżecie wynoszącym prawie półtora miliarda. Reakcje krytyków były mocno zróżnicowane w zależności od filmu. Najlepiej ocenioną produkcją była Wonder Woman (2017), a najchłodniej przyjęto Legion samobójców (2016).

## Produkcja i rozwój franczyzy
W 2013 roku swoją premierę miał Człowiek ze stali, reboot serii o Supermanie. Warner Bros. zaplanowało go jako pierwszy film rozpoczynające uniwersum na podstawie komiksów DC Comics. Po premierze filmu, w czerwcu tego samego roku został zapowiedziany jego sequel. Natomiast miesiąc później poinformowano, że pojawi się w nim Batman. W październiku Warner Bros. zapowiedziało daty premier i tytuły dziesięciu filmów na lata 2016–2020.
W lipcu 2015 roku Keith Staskiewicz z Entertainment Weekly nazwał uniwersum „DC Extended Universe” jako żart. Natomiast Abraham Riesman z Vulture poinformował w 2017 roku, że uzyskał informację od DC, że nie uznają tej nazwy za oficjalną.
W maju 2016 roku, po krytyce związanej z filmem Batman v Superman: Świt sprawiedliwości Warner Bros. postanowiło uruchomić DC Films, na którego czele stanęli Geoff Johns i Jon Berg. W styczniu 2018 roku Berg opuścił DC Films po słabym wyniku finansowym jaki uzyskał film Liga Sprawiedliwości. Miejsce Berga zajął Walter Hamada, który został prezesem DC Films. W październiku 2022 Hamada zrezygnował ze stanowiska. Firma została przemianowana na DC Studios, a współzarządzającymi zostali James Gunn oraz Peter Safran.

## Filmy
| Tytuł | Data premiery                                                                                 | Reżyseria          | Scenariusz                                 | Producent                                                        | Przypisy                                  |
| --- | --------------------------------------------------------------------------------------------- | ------------------ | ------------------------------------------ | ---------------------------------------------------------------- | ----------------------------------------- |
| Człowiek ze stali Man of Steel                                                                                                   | 10 czerwca 2013 (świat) 21 czerwca 2013 (Polska) 14 czerwca 2013 (Stany Zjednoczone)          | Zack Snyder        | David S. Goyer                             | Christopher Nolan, Emma Thomas, Deborah Snyder, Charles Roven    | [ 12 ] [ 13 ] [ 14 ]                      |
| Batman v Superman: Świt sprawiedliwości Batman v Superman: Dawn of Justice                                                       | 19 marca 2016 (świat) 1 kwietnia 2016 (Polska) 25 marca 2016 (Stany Zjednoczone)              | Zack Snyder        | Chris Terrio, David S. Goyer               | Deborah Snyder, Charles Roven                                    | [ 15 ] [ 16 ] [ 17 ] [ 18 ]               |
| Legion samobójców Suicide Squad                                                                                                  | 1 sierpnia 2016 (świat) 5 sierpnia 2016 (Polska) 5 sierpnia 2016 (Stany Zjednoczone)          | David Ayer         | David Ayer                                 | Charles Roven, Richard Suckle                                    | [ 18 ] [ 19 ] [ 20 ]                      |
| Wonder Woman | 15 czerwca 2017 (świat) 2 czerwca 2017 (Polska) 2 czerwca 2017 (Stany Zjednoczone)            | Patty Jenkins      | Allan Heinberg, Geoff Johns                | Zack Snyder, Deborah Snyder, Charles Roven, Richard Suckle       | [ 18 ] [ 21 ] [ 22 ] [ 23 ] [ 24 ] [ 25 ] |
| Liga Sprawiedliwości Justice League                                                                                              | 26 października 2017 (świat) 17 listopada 2017 (Polska) 17 listopada 2017 (Stany Zjednoczone) | Zack Snyder        | Chris Terrio, Joss Whedon                  | Deborah Snyder, Charles Roven, Geoff Johns, Jon Berg             | [ 18 ] [ 26 ] [ 27 ] [ 28 ] [ 29 ] [ 30 ] |
| Aquaman | 26 listopada 2018 (świat) 19 grudnia 2018 (Polska) 21 grudnia 2018 (Stany Zjednoczone)        | James Wan          | Will Beall                                 | Peter Safran Geoff Johns                                         | [ 31 ] [ 32 ] [ 33 ] [ 34 ]               |
| Shazam! | 15 marca 2019 (świat) 5 kwietnia 2019 (Polska) 5 kwietnia 2019 (Stany Zjednoczone)            | David F. Sandberg  | Darren Lemke, Henry Gayden                 | Peter Safran Geoff Johns David Witz                              | [ 18 ] [ 35 ] [ 36 ]                      |
| Ptaki Nocy (i fantastyczna emancypacja pewnej Harley Quinn) Birds of Prey (and the Fantabulous Emancipation of One Harley Quinn) | 25 stycznia 2020 (świat) 7 lutego 2020 (Polska) 7 lutego 2020 (Stany Zjednoczone)             | Cathy Yan          | Christina Hodson                           | Margot Robbie, Sue Kroll, Bryan Unkeless                         | [ 37 ] [ 38 ] [ 39 ] [ 40 ] [ 41 ] [ 42 ] |
| Wonder Woman 1984 | 16 grudnia 2020 (świat) 22 stycznia 2021 (Polska) 25 grudnia 2020 (Stany Zjednoczone)         | Patty Jenkins      | Geoff Johns, Patty Jenkins, David Callaham | Patty Jenkins Geoff Johns                                        | [ 43 ] [ 44 ] [ 45 ]                      |
| Legion samobójców: The Suicide Squad The Suicide Squad                                                                           | 6 sierpnia 2021 (Stany Zjednoczone)                                                           | James Gunn         | James Gunn                                 | Charles Roven Peter Safran Simon Hatt                            | [ 46 ]                                    |
| Black Adam | 3 października 2022 (Świat) 21 października 2022 (Stany Zjednoczone)                          | Jaume Collet-Serra | Adam Sztykiel                              | Dwayne Johnson Hiram Garcia Dany Garcia Beau Flynn Scott Sheldon | [ 47 ] [ 48 ] [ 49 ] [ 50 ] [ 51 ] [ 52 ] |
| Shazam! Gniew bogów Shazam! Fury of the Gods                                                                                     | 14 marca 2023 (Stany Zjednoczone)                                                             | David F. Sandberg  | Henry Gayden                               | Peter Safran                                                     | [ 50 ] [ 53 ] [ 54 ] [ 55 ] [ 56 ]        |
| Flash the Flash | 16 czerwca 2023 (Stany Zjednoczone)                                                           | Andy Muschietti    | Christina Hodson                           | Michael Disco Barbara Muschietti                                 | [ 50 ] [ 52 ] [ 57 ] [ 58 ]               |
| Blue Beetle | 18 sierpnia 2023 (Stany Zjednoczone)                                                          | Angel Manuel Soto  | Gareth Dunnet-Alcocer                      | John Rickard                                                     | [ 59 ] [ 60 ] [ 61 ] [ 62 ]               |
| Aquaman i Zaginione Królestwo Aquaman and the Lost Kingdom                                                                       | 22 grudnia 2023 (Stany Zjednoczone)                                                           | James Wan          | David Leslie Johnson-McGoldrick            | James Wan Peter Safran                                           | [ 55 ] [ 63 ] [ 64 ] [ 65 ] [ 66 ]        |

### Człowiek ze stali(2013)

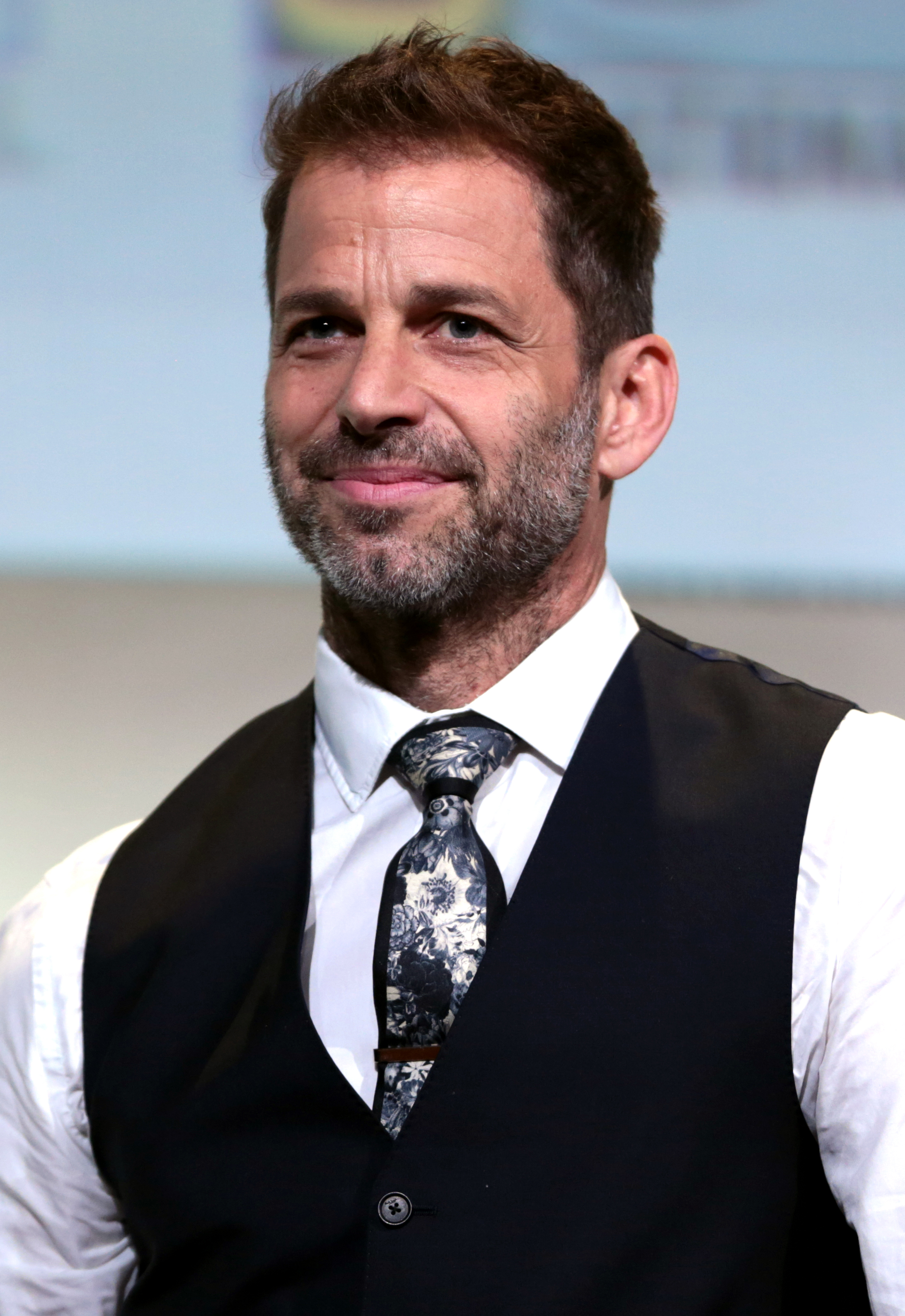
Zack Snyder, reżyser filmów Człowiek ze stali, Batman v Superman: Świt sprawiedliwości i Liga Sprawiedliwości

Człowiek ze stali (ang.:Man of Steel) opowiada o młodym dziennikarzu, Kal-Elu / Clarku Kencie, który lata temu, jako dziecko, przybył z Kryptonu na Ziemię i zastanawia się, czemu został na nią wysłany. Wychowany przez adopcyjnych rodziców Jonathana i Marthę Kentów, przyjął przydomek „Superman” i szukał odpowiedzi na pytanie, czy jego zdolności mają na celu utrzymanie pokoju czy podbicie świata. Światowa premiera filmu odbyła się 10 czerwca 2013 roku, zaś w Polsce – 21 czerwca tego samego roku.
Za reżyserię odpowiadał Zack Snyder, a scenariusz David S. Goyer. W tytułowego bohatera wcielił się Henry Cavill. W głównych rolach również wystąpili: Amy Adams, Kevin Costner, Diane Lane, Laurence Fishburne, Antje Traue, Ajjelet Zurer, Christopher Meloni i Russell Crowe.

### Batman v Superman: Świt sprawiedliwości(2016)
Batman v Superman: Świt sprawiedliwości (ang.: Batman v Superman: Dawn of Justice) opowiada o Batmanie, strażniku Gotham City, który przybył do Metropolis, aby prewencyjnie walczyć z Supermanem, którego uznawał za zagrożenie. Jednak naprzeciw nim powstaje nowe niebezpieczeństwo zagrażające całemu światu, które zmusza ich do połączenia sił. Światowa premiera odbyła się 23 marca 2016, natomiast w Polsce film zadebiutował 1 kwietnia tego samego roku.
Za reżyserię odpowiadał Zack Snyder, a za scenariusz Chris Terrio i David S. Goyer. W głównych rolach wystąpili: Ben Affleck, Henry Cavill, Amy Adams, Jesse Eisenberg, Diane Lane, Laurence Fishburne, Jeremy Irons, Holly Hunter i Gal Gadot.

### Legion samobójców(2016)

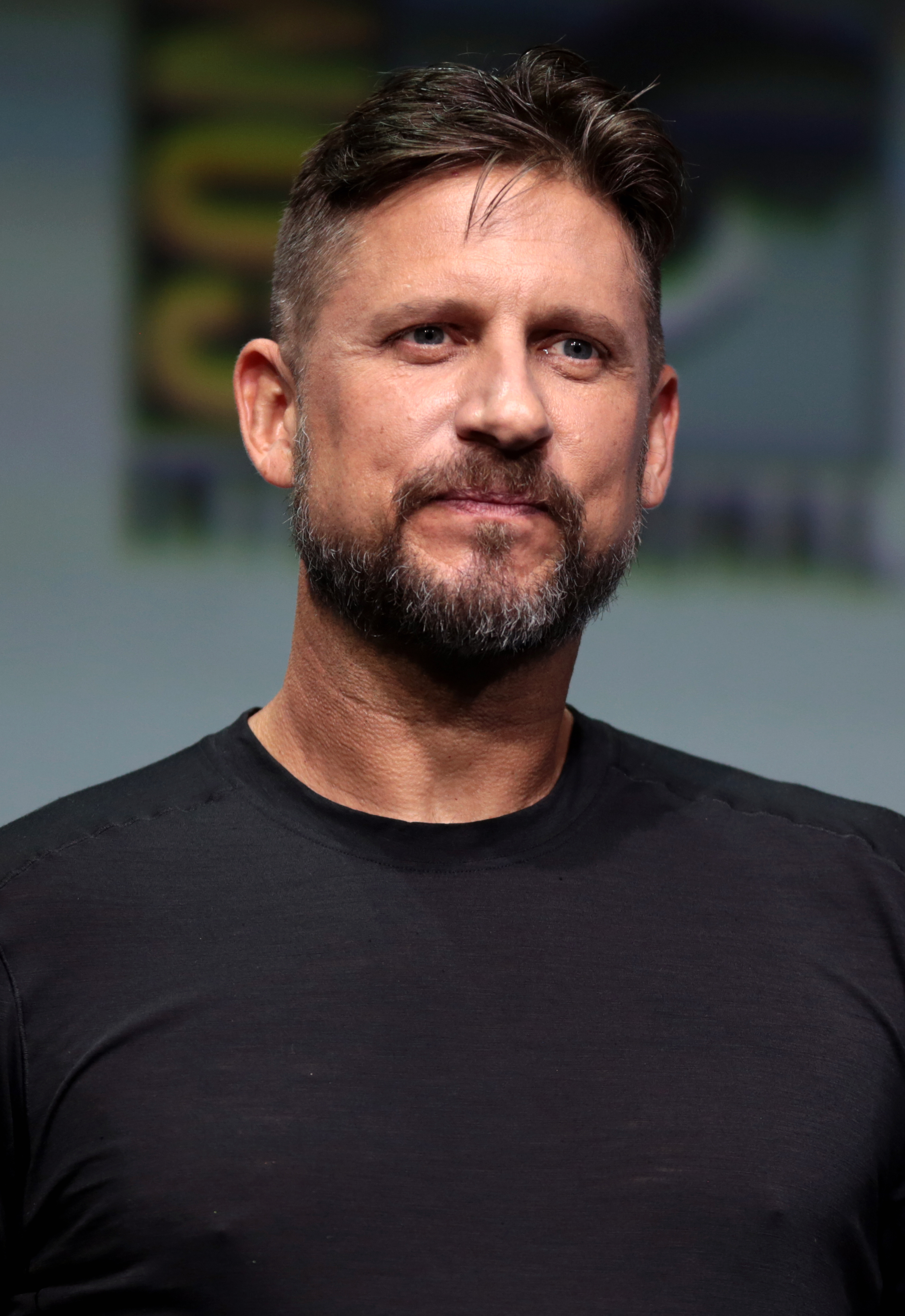
David Ayer, twórca Legionu samobójców

Legion samobójców (ang.: Suicide Squad) opowiada o grupie uwięzionych superzłoczyńców, którzy po śmierci Supermana zostali zrekrutowani przez tajną agencję rządową do wykonywania niebezpiecznych i tajnych operacji oraz ratowali świat przed potężnymi zagrożeniami w zamian za ułaskawienie. Światowa premiera miała miejsce 1 sierpnia 2016 roku, natomiast w Polsce film zadebiutował 5 sierpnia tego samego roku.
Reżyserem i scenarzystą filmu był David Ayer. W głównych rolach wystąpili: Will Smith, Jared Leto, Margot Robbie, Joel Kinnaman, Viola Davis, Jai Courtney, Jay Hernández, Adewale Akinnuoye-Agbaje, Ike Barinholtz, Scott Eastwood i Cara Delevingne.

### Wonder Woman(2017)

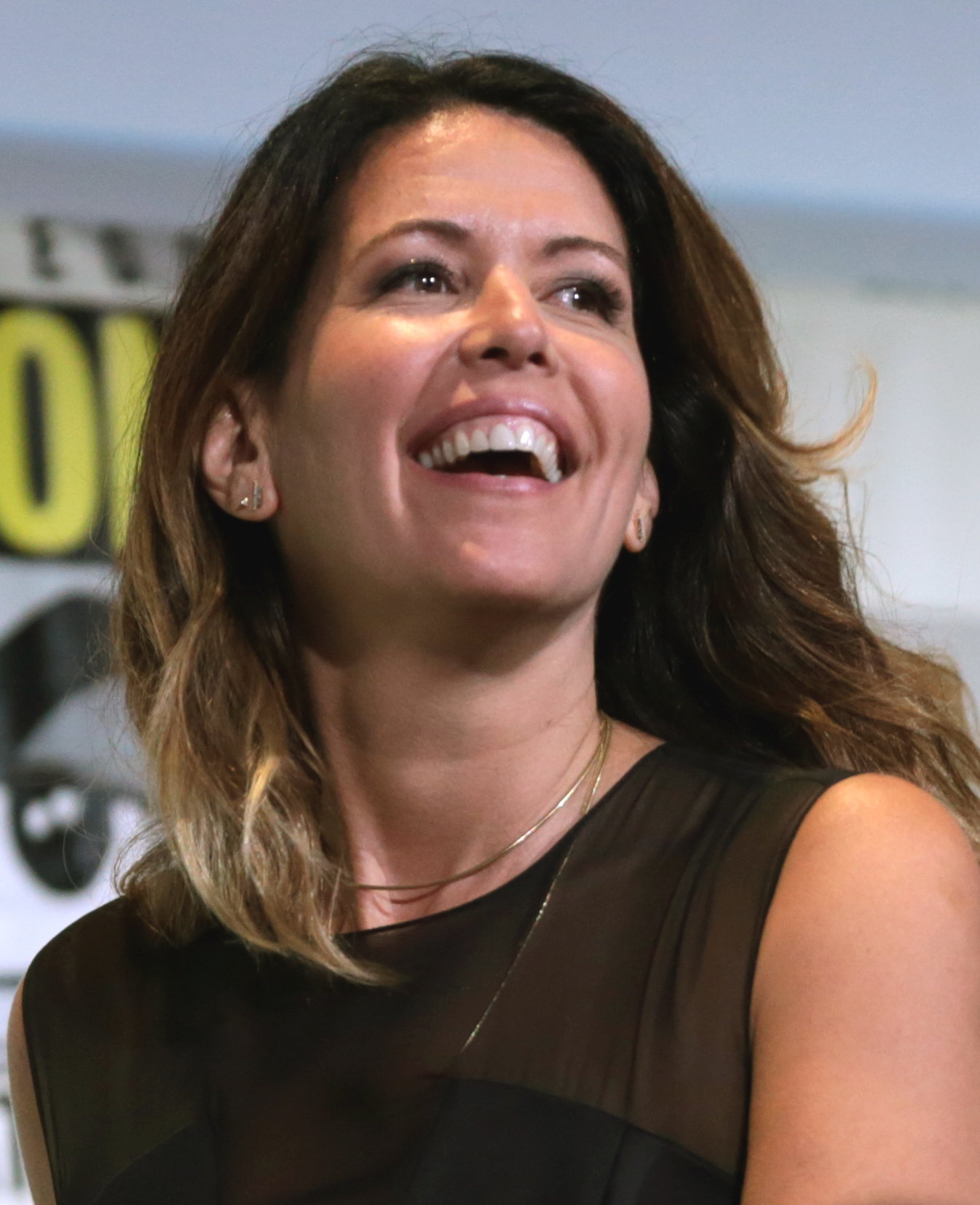
Patty Jenkins, reżyser filmów Wonder Woman i Wonder Woman 1984

Wonder Woman opowiada historię amazońskiej księżniczki, półbogini, córki Zeusa, Diany z Themysciry, która wykorzystuje swoje moce i zdolności, aby pomóc ludziom podczas I wojny światowej. Światowa premiera miała miejsce 15 czerwca 2017 roku, natomiast w Polsce film zadebiutował 2 czerwca tego samego roku.
Za reżyserię odpowiadała Patty Jenkins, a za scenariusz Allan Heinberg. W tytułową bohaterkę wcieliła się Gal Gadot. W rolach głównych wystąpili również: Chris Pine, Robin Wright, Danny Huston, David Thewlis, Connie Nielsen i Elena Anaya.

### Liga Sprawiedliwości(2017)
Liga Sprawiedliwości (ang.: Justice League) opowiada o tytułowej grupie superbohaterów, która została utworzona w związku ze śmiercią Supermana przez Batmana i Wonder Woman, aby przeciwdziałać kolejnemu zagrożeniu. Zwerbowali oni Aquamana, Flasha i Cyborga. Światowa premiera miała miejsce 26 października 2017 roku, natomiast w Polsce film zadebiutował 17 listopada tego samego roku.
Za reżyserię odpowiada Zack Snyder, a za scenariusz Chris Terrio i Joss Whedon. Whedon dokończył film, przejmując w maju 2017 roku stanowisko reżysera, w wyniku śmierci córki Snydera. W rolach głównych wystąpili: Ben Affleck, Henry Cavill, Gal Gadot, Ezra Miller, Jason Momoa, Ray Fisher, Amy Adams, Amber Heard, J.K. Simmons, Jeremy Irons i Willem Dafoe.

### Aquaman(2018)

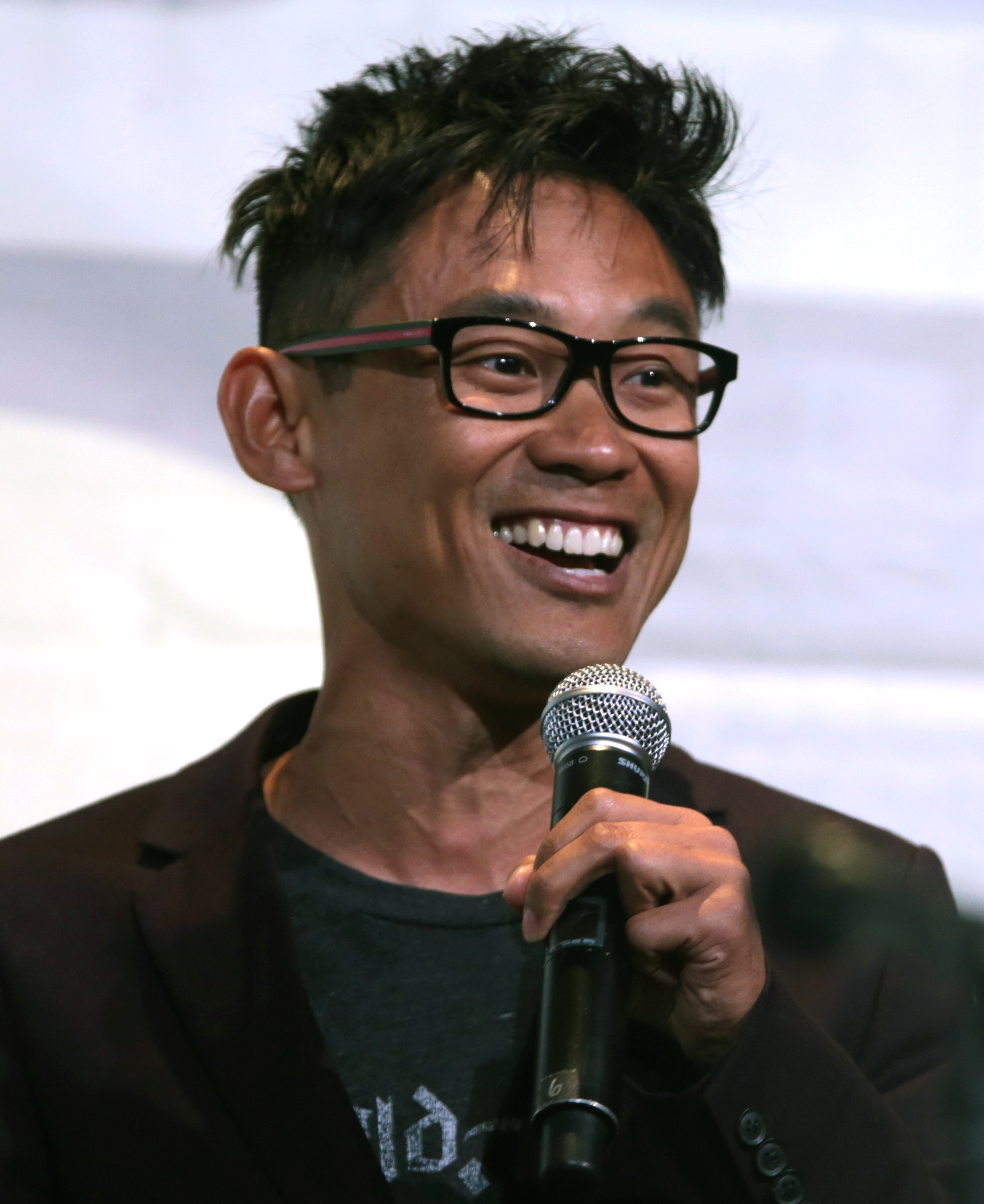
James Wan, reżyser filmu Aquaman i jego kontynuacji

Aquaman opowiada o Arthurze Currym / Aquamanie, który po wydarzeniach w Lidze Sprawiedliwości musi stanąć do walki o tron Atlantis oraz z wiążącymi się z nią zagrożeniami. Światowa premiera filmu miała miejsce 26 listopada 2018 roku w Londynie. Natomiast w Polsce i w Stanach Zjednoczonych zadebiutował 21 grudnia 2018 roku.
Za reżyserię odpowiada James Wan, a za scenariusz Will Beall. W rolach głównych wystąpią: Jason Momoa, Amber Heard, Yahya Abdul-Mateen II, Willem Dafoe, Dolph Lundgren, Patrick Wilson, Temuera Morrison i Nicole Kidman.

### Shazam!(2019)

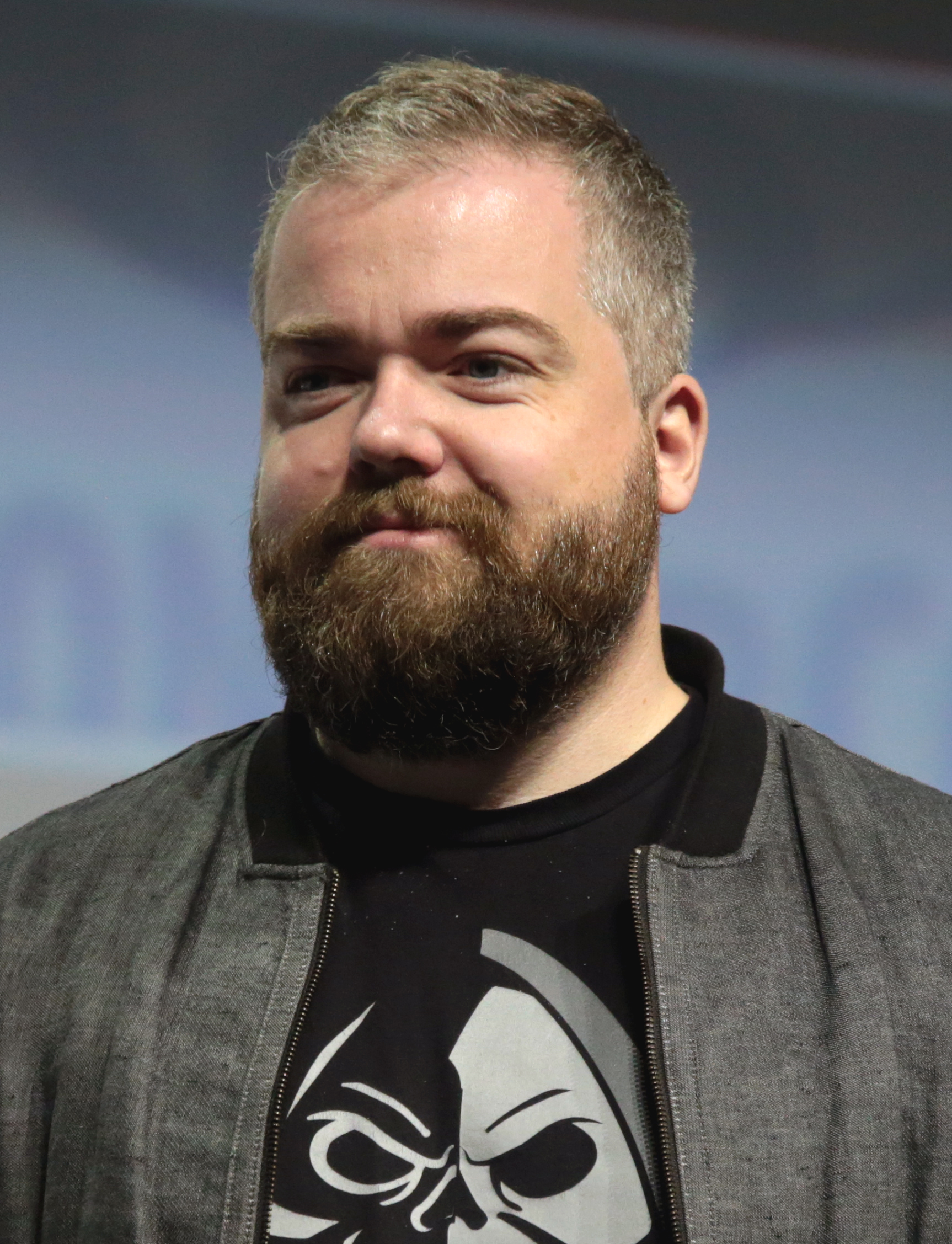
David F. Sandberg, reżyser filmu Shazam! i Shazam: Fury of the Gods

Shazam! opowiada o czternastoletnim chłopcu Billym Batsonie, który po wypowiedzeniu słów „Shazam” zamienia się w dorosłego superbohatera, który posiada nadludzkie zdolności. Batson musi się zmierzyć z doktorem Thaddeusem Sivaną. W Stanach Zjednoczonych film zadebiutował 5 kwietnia 2019 roku.
Za reżyserię odpowiada David F. Sandberg, a za scenariusz odpowiada Henry Gayden i Darren Lemke. W rolach głównych występują: Zachary Levi, Asher Angel, Mark Strong, Grace Fulton, Jack Dylan Grazer, Ian Chen, Jovan Armand, Faithe Herman, Djimon Hounsou.

### Ptaki Nocy (i fantastyczna emancypacja pewnej Harley Quinn)(2020)
Ptaki Nocy (i fantastyczna emancypacja pewnej Harley Quinn) (oryg.: Birds of Prey (and the Fantabulous Emancipation of One Harley Quinn)) opowiada historię Harley Quinn, która łączy siły z Black Canary, Huntress i Renee Montoyą, aby uratować Cassandrę Cain przed przestępcą nazywanym Black Mask. Światowa premiera filmu miała miejsce 25 stycznia 2020 roku w Meksyku. W Stanach Zjednoczonych i w Polsce zadebiutował 7 lutego tego samego roku.
Za reżyserię odpowiada Cathy Yan, a za scenariusz Christina Hodson jako scenarzystką. W głównych rolach wystąpili: Margot Robbie jako Harleen Quinzel / Harley Quinn, Mary Elizabeth Winstead jako Helena Bertinelli / Huntress, Jurnee Smollett-Bell jako Dinah Lance / Black Canary, Rosie Perez jako Renee Montoya, Ella Jay Basco jako Cassandra Cain, Ewan McGregor jako Roman Sionis / Black Mask i Chris Messina jako Victor Zsasz.

### Wonder Woman 1984(2020)
Wonder Woman 1984 opowiada dalszą historię amazońskiej księżniczki i półbogini, Diany z Themysciry, która w czasach zimnej wojny musi się zmierzyć ze starożytną boginią Cheetah. W Stanach Zjednoczonych film zadebiutował 25 grudnia 2020 roku.
Za reżyserię odpowiadała Patty Jenkins, która napisała scenariusz wspólnie z Geoffem Johnsem i Davidem Callahamem. W tytułowej roli powróciła Gal Gadot. W rolach głównych wystąpili również: Chris Pine, Kristen Wiig i Pedro Pascal.

### Legion samobójców: The Suicide Squad(2021)
Legion samobójców: The Suicide Squad (oryg. The Suicide Squad) opowiada dalszą historię tytułowej drużyny. Amerykańska premiera odbyła się 6 sierpnia 2021 roku.
Za reżyserię i scenariusz odpowiadał James Gunn. W głównych rolach wystąpili: Margot Robbie, Viola Davis, Joel Kinnaman, Jai Courtney, David Dastmalchian, Daniela Melchior i Steve Agee.

### Black Adam(2022)
W styczniu 2017 roku poinformowano, że Dwayne Johnson wystąpi jako antybohater Black Adam w filmie koncentrującym się na tej postaci. W październiku 2017 roku Adam Sztykiel został zatrudniony do napisania scenariusza. W czerwcu 2019 roku Jaume Collet-Serra został zatrudniony na stanowisku reżysera, a w listopadzie amerykańska premiera filmu została zapowiedziana na 22 grudnia 2021 roku. Jednak w październiku 2020 roku studio postanowiło przesunąć datę wydania na nieokreślony termin. W marcu 2021 roku studio wyznaczyło nową datę premiery na 29 lipca 2022 roku, a rok później zmieniło ją na 21 października 2022. Światowa premiera miała miejsce 3 października w Meksyku.
W lipcu 2020 roku poinformowano, że Noah Centineo zagra Atom Smashera.

### Shazam! Gniew bogów(2023)
W kwietniu 2019 roku poinformowano, że Henry Gayden powróci jako scenarzysta sequela, a David F. Sandberg na stanowisku reżysera. Zachary Levi ma powrócić w tytułowej roli. Amerykańska premiera początkowo zapowiedziana została na 4 listopada 2022 roku, jednak w październiku 2020 roku przesunięto ją na 2 czerwca 2023, później w marcu 2022 na 16 grudnia 2022, a ostatecznie na 17 marca 2023. Światowa premiera miała miejsce 14 marca 2023 w Los Angeles.

### Flash(2023)
Od lipca 2013 Greg Berlanti zajmował się filmem związanym z postacią Barry’ego Allena / Flasha. W październiku 2014 roku studio zapowiedziało film zatytułowany Flash z premierą w 2018 roku, i ujawniono, że w tytułowego bohatera wcielić się ma Ezra Miller. W kwietniu 2015 roku scenariuszem zajmowali się Phil Lord i Christopher Miller, którzy również mieli odpowiadać za reżyserię. Do 2017 roku projekt porzucili również Seth Grahame-Smith i Rick Famuyiwa W styczniu 2017 roku Joby Harold został zatrudniony do napisania scenariusza. W lipcu 2017 roku film zmienił tytuł na Flashpoint i miał on być inspirowany historią komiksową o tej samej nazwie. W marcu 2018 roku John Francis Daley i Jonathan Goldstein zostali zatrudnieni na stanowisku reżysera filmu. W następnym miesiącu poinformowano, że Dan Mazeau bierze udział w pracach nad scenariuszem. Kiersey Clemons została obsadzona w roli Iris West, a Billy Crudup jako Henry Allen. W grudniu 2019 roku studio wyznaczyło nową datę amerykańskiej premiery na 1 lipca 2022 roku. W październiku 2020 roku data została przesunięta z 3 czerwca 2022 na 4 listopada, a w marcu 2022 na 23 czerwca 2023. Po pozytywnym odbiorze pokazów testowych, premierę przesunięto na 16 czerwca 2023. Reżyserem filmu został Andy Muschietti, a do napisania scenariusza zatrudniono Christinę Hodson.

### Blue Beetle(2023)
We wrześniu 2015 poinformowano o planach na film, w którym główną postacią będzie Jaime Reyes. W 2018 ogłoszono, że scenariusz napisze Gareth Dunnet-Alcocer, a producentem wykonawczym będzie Zev Foreman. W lutym 2021 ujawniono, że Angel Manuel Soto będzie reżyserem, a zdjęcia mają rozpocząć się pod koniec 2021. Premiera miała miejsce 18 sierpnia 2023 roku.

### Aquaman i Zaginione Królestwo(2023)
W styczniu 2019 roku studio poinformowało, że James Wan powróci jako reżyser sequela. W następnym miesiącu David Leslie Johnson-McGoldrick został zatrudniony do napisania scenariusza. W filmie swoje role powtarzają Jason Momoa jako Aquaman, Patrick Wilson jako Ocean Master i Yahya Abdul-Mateen II jako Black Manta. Film miał swoją światową premierę 19 grudnia 2023 roku w Los Angeles. W czerwcu 2021 roku został ujawniony pełny tytuł filmu: Aquaman and the Lost Kingdom.

## Serial
| Tytuł      | Sezon | Odcinki | Wydanie          | Wydanie         | Wydanie | Twórca     |
| Tytuł      | Sezon | Odcinki | Pierwsza emisja  | Ostatnia emisja | Stacja  | Twórca     |
| ---------- | ----- | ------- | ---------------- | --------------- | ------- | ---------- |
| Peacemaker | 1     | 8       | 13 stycznia 2022 | 17 lutego 2022  | HBO Max | James Gunn |

### Peacemaker(2022)
We wrześniu 2020 roku, James Gunn ogłosił, że w fazie rozwoju jest serial telewizyjny dla HBO Max, będący spin-offem filmu Legion samobójców (2021), skupiony na postaci Christophera Smitha / Peacemakera. Gunn ujawnił też, że napisał już wszystkie osiem odcinków i wyreżyseruje część z nich, a także będzie producentem wykonawczym wraz z Peterem Safranem. Swoje role z filmu powtórzą John Cena jako Peacemaker, Steve Agee jako John Economos i Jennifer Holland jako Emilia Harcourt. Dodatkowo w serialu wystąpią również Danielle Brooks jako Leota Adebayo, Robert Patrick jako Auggie Smith i Freddie Stroma jako Adrian Chase / The Vigilante. Zdjęcia rozpoczęły się w Vancouver w Kanadzie w styczniu 2021, zakończyły się w lipcu. Peacemaker został wydany 13 stycznia 2022.

## Anulowane i porzucone projekty
- Batgirl – w marcu 2017 Joss Whedon został zatrudniony do napisania, wyreżyserowania i wyprodukowania filmu o Barbarze Gordon / Batgirl, który był nadzorowany przez prezesa Warner Bros. Pictures Toby’ego Emmericha i prezesów DC Studios Jona Berga i Geoffa Johnsa[123]. Whedon miał rozpocząć produkcję filmu w 2018 roku, ale zrezygnował w lutym 2018 z powodu braku pomysłu na historię[124][125][126]. W kwietniu 2018 ogłoszono, że nowym scenarzystą będzie Christina Hodson, która pracowała przy Ptakach nocy[127]. Pisanie scenariusza miała rozpocząć po zakończeniu prac przy Flash[128]. W grudniu 2020 roku pojawiła się informacja, że Batgirl może potencjalnie zostać wydana wyłącznie w serwisie streamingowym HBO Max, zgodnie z nowym planem Hamady dla DCEU, a w kwietniu 2021 roku ujawniono, że film może zostanie wydany w 2022 lub 2023 roku[129][130]. Miesiąc później potwierdzono, że zostanie on wydany na HBO Max (choć podobno rozważane było także wydanie kinowe[131]), a na stanowisko reżyserów zostali zatrudnieni Adil El Arbi i Bilall Fallah[132]. Producentką filmu została Kristin Burr[132]. 21 lipca oficjalnie poinformowano, że w roli Barbary Gordon obsadzona została Leslie Grace[133]. W październiku potwierdzono, że J.K. Simmons powtórzy swoją rolę z Liga Sprawiedliwości jako komisarz Gordon, a Brendan Fraser miał wystąpić jako złoczyńca Firefly[134][135][136]. W grudniu ogłoszono, że w rolę Batmana wcieli się Michael Keaton[137]. Do obsady dołączyli również Rebecca Front, Corey Johnson, Ethan Kai i Ivory Aquino; Aquino miała grać Alysię Yeoh, pierwszą transpłciową postać w filmie ze świata DC[138][139]. Zdjęcia rozpoczęły się w listopadzie 2021 w Glasgow, a zakończyły się pod koniec marca 2022 roku[140][141]. W sierpniu 2022 roku poinformowano, że Warner Bros. Discovery zrezygnowało z projektu po słabych pokazach testowych[131][142]. Studio jednak nie wyklucza współpracy Arbi, Fallahem i Grace przy innych projektach DC[131][142].
- Blackhawk – w kwietniu 2018 roku ujawniono, że Steven Spielberg zajmie się reżyserią filmu Blackhawk, opartego na losach komiksowego dywizjonu o tej samej nazwie. Za scenariusz odpowiadać miał David Koepp[143][144].
- Booster Gold – pierwsze informacje o powstaniu filmu pojawiły się w 2015[145]. W maju 2016 roku Zack Stentz został zatrudniony do napisania scenariusza[146]. Ogłoszono też, że Greg Berlanti będzie odpowiadał za reżyserię[147]. Scenariusz został ukończony do marca 2018 roku[148]. W maju 2019 roku Stentz potwierdził, że produkcja filmu rozpocznie się, gdy film dostanie zielone światło od kierownictwa Warner Bros.[149]
- Cyborg – w kwietniu 2014 roku Ray Fisher został obsadzony w roli Victora Stone’a / Cyborga[150], a w październiku następnego roku studio Warner Bros. ogłosiło, że film skupiony wokół tej postaci jest w fazie rozwoju[151]. Joe Morton miał powtórzyć swoją rolę z innych produkcji DC Extended Universe jako dr Silas Stone[152]. W sierpniu 2018 roku Morton zdradził, że były dyskusje, aby uwzględnić w filmie sceny dotyczące Cyborga, które zostały wycięte z Ligi Sprawiedliwości Zacka Snydera[153]. Fisher chciał, aby Zack Snyder wyreżyserował film[153]. Cyborg miał początkowo wyznaczoną datę premiery na 3 kwietnia 2020 roku[154]. W kwietniu 2020 roku Fisher potwierdził, że projekt jest nadal kontynuowany[155], lecz w 2021 roku, z powodu sporu między nim a Warner Bros. Pictures stwierdził, że nie zagra swojej roli w żadnym filmie z udziałem prezesa DC Studios, Waltera Hamady[156][157]. Firma ogłosiła, że rola nie będzie ponownie obsadzana[158]. Fisher powiedział później, że wcieli się w rolę tylko wtedy, gdy powstanie anulowany sequel Ligi Sprawiedliwości Zacka Snydera[159]. W marcu 2021 roku Fisher oznajmił, że nie ma nic przeciwku wystąpieniu jako Cyborg w przyszłych filmach z uniwersum, jednak wolałby, aby film o jego postaci został wyreżyserowany przez Snydera lub Ricka Famuyiwę[160].
- Deadshot – w grudniu 2016 roku pojawiła się informacja o planowanym filmie o postaci Floyda Lawtona / Deadshota, gdzie Will Smith ma powtórzyć tytułową rolę z Legionu samobójców[161]. W lutym 2019 roku Smith opuścił projekt z powodu konfliktów w harmonogramie[162]. W marcu zastąpiono go Idrisem Elbą, jednak w kwietniu 2019 roku postać została usunięta z kontynuacji Legionu samobójców, aby umożliwić Smithowi powrót w przyszłym filmie, a Elbę obsadzono w nowej roli[163][164].
- Gotham City Sirens – w grudniu 2016 ogłoszono, że w produkcji jest film o zespole, składającym się z Harley Quinn, Catwoman i Poison Ivy[161]. David Ayer został zatrudniony na stanowisku reżysera na podstawie scenariusza napisanego przez Genevę Robertson-Dworet[161]. W sierpniu 2017 potwierdzono, że Jared Leto ponownie wcieli się w postać Jokera[165].
- Green Lantern Corps – w październiku studio zapowiedział film o Zielonej Latarni[5]. W lipcu 2015 roku ujawniono tytuł filmu jako Green Latern Corps[166]. W styczniu 2017 roku David S. Goyer i Justin Rhodes zostali zatrudnieni do napisania scenariusza[167]. Początkowo amerykańska premiera została zapowiedziana na 24 lica 2020 roku[168]. W 2021 pojawiła się informacja, że film nadal powstaje, a premiera zaplanowana jest na lata 2022–2023[169][170].
- Harley Quinn vs. the Joker – w lipcu 2017 roku ogłoszono, że film z udziałem Harley Quinn i Jokera jest w fazie rozwoju, a roboczy tytuł to Harley Quinn vs. the Joker[171][172]. Produkcja miała rozpocząć się po The Suicide Squad[171][172]. Glenn Ficarra i John Requa zostali zatrudnieni jako współscenarzyści, współreżyserzy i współproducenci[173]. We wrześniu 2018 roku Ficarra i Requa powiedzieli, że scenariusz został ukończony i złożony do Warner Bros., a produkcja ma rozpocząć się po Ptakach nocy[174]. Projekt został anulowany w lutym 2019 roku[175].
- Justice League Dark – w styczniu 2013 roku Guillermo del Toro potwierdził, że pracuje nad filmem na podstawie drużyny Justice League Dark[176]. W listopadzie 2014 roku zaproponował on scenariusz, a w czerwcu 2015 roku poinformowano, że nie zajmuje się już on tym projektem Del Toro[177][178]. W sierpniu 2016 roku Doug Liman został zatrudniony na stanowisku reżysera filmu, Scott Rudin został jego producentem, a Michael Gilio zajmował się scenariuszem[179]. W maju 2017 roku Liman porzucił projekt[180]. W lipcu 2017 studio poinformowało, że film będzie nosić tytuł Justice League Dark[97]. We wrześniu 2017 roku Gerard Johnstone został zatrudniony do pracy nad scenariuszem[181]. W 2020 poinformowano, że nie będzie to film, lecz serial na platformę HBO Max, a zajmie się nim J.J. Abrams[182].
- Lobo – we wrześniu 2009 roku, Warner Bros. ujawniło, że film o postaci Lobo jest w trakcie rozwoju. Projektem początkowo zajmował się Guy Ritchie, a w 2012 roku przejął go Brad Peyton[183][184]. W 2016 roku Jason Fuchs został zatrudniony do napisania scenariusza, a w lutym 2018 roku poinformowano, że nadal nad nim pracuje[185][186]. W listopadzie 2022 roku Jason Momoa ujawnił, że w związku z nowym kierownictwem DC Studios jest teraz zaangażowany w projekt[187]. W grudniu 2022 roku potwierdzono, że Momoa bierze udział w produkcji filmu[188].
- Niezatytułowana kontynuacja Człowieka ze stali – w październiku 2014 roku sequel Człowieka ze stali był w fazie rozwoju[151]. Amy Adams stwierdziła, że rozpoczęto prace nad scenariuszem[189]. Matthew Vaughn prowadził rozmowy ze studiem, aby wyreżyserować film, lecz ostatecznie strony nie doszły do porozumienia[190][191]. W listopadzie Warner Bros. rozpoczęło negocjacje z J.J. Abramsem w sprawie jego pracy nad projektem[192]. W grudniu Cavill powiedział, że przyszłość Supermana będzie bardziej wierna komiksom[193]. W maju 2020 roku sequel Człowieka ze stali nie był już w aktywnym rozwoju, ale Cavill rozpoczął negocjacje, aby ponownie wcielić się w rolę w innym filmie[194]. W listopadzie 2021 roku Cavill powtórzył swoje zainteresowanie kontynuowaniem roli[195]. W kwietniu 2022 roku dyrektor generalny Warner Bros. Discovery David Zaszlav powiedział, że niektóre postaci we franczyzie są niedostatecznie wykorzystywane, w tym Superman[196]. W październiku tego samego roku Dwayne Johnson stwierdził, że zespół kreatywny stojący za Black Adamem przez sześć lat próbował sprowadzić Cavilla do roli Supermana, ale poprzednie kierownictwo odrzuciło ich prośby[197]. Powołując się na nowy kierunek studia potwierdził plany, aby Black Adam i Superman spotkali się w DCEU[198]. Cavill powtórzył swoją rolę w Black Adam[199]. Początkowy pomysł, aby Cavill pojawił się w filmie Black Adam, został odrzucony przez Waltera Hamadę, jednak twórcy uzyskali zgodę od współprzewodniczącego i współzarządzającego Warner Bros, Michaela De Luca[200]. W październiku 2022 roku ujawniono, że film o Supermanie z Henrym Cavillem ponownie jest w fazie rozwoju[200]. Charles Roven będzie pełnił funkcję producenta[200]. W grudniu 2022 roku ogłoszono, że Gunn i Safran zdecydowali się na produkcję filmu opowiadającego o wcześniejszych losach tej postaci, a Cavill potwierdził, że nie będzie już grał Supermana[201][188].
- Niezatytułowana kontynuacja Flash – we wrześniu 2020 roku producent Barbara Muschietti stwierdziła, że Flash w znacznym stopniu wpłynie na przyszłość DCEU, działając jako „reset”[202]. Pierwszym krokiem miało być obsadzenie Michaela Keatona jako Bruce Wayne / Batman, lecz zostało to zmienione po utworzeniu Warner Bros. Discovery i zmianach w kierownictwie Warner Bros. Pictures oraz DC Studios. Sceny, które nakręcił dla Aquaman i Zaginione Królestwo zostały nagrane ponownie z Benem Affleckiem; anulowano także film Batgirl[203]. Po różnych problemach prawnych Ezry Millera, konglomerat oświadczył, że aktor nie będzie częścią franczyzy w przyszłości[204]. W październiku 2022 roku ujawniono, że scenariusz sequela Flash jest już ukończony przez Davida Leslie Johnsona-McGoldricka, choć realizacja projektu zależy od sukcesu pierwszej części[205].

- Niezatytułowana kontynuacja Wonder Woman 1984 – w styczniu 2019 roku, po ukończeniu zdjęć do Wonder Woman 1984, reżyserka i współautorka scenariusza Patty Jenkins stwierdziła, że napisano fabułę trzeciego filmu z serii Wonder Woman. Ujawniła, że historia Wonder Woman od początku była rozłożona na trzy filmy, a trzeci rozgrywa się w teraźniejszości[206][207]. Dwa dni po premierze Wonder Woman 1984 oficjalnie zapowiedziano trzeci film, w którym Jenkins powróci jako reżyserka i autorka scenariusza, a Gal Gadot ponownie pojawi się w roli tytułowej bohaterki[208]. W październiku 2022 roku Jenkins ujawniła, że scenariusz do filmu jest ukończony, jednocześnie stwierdzając, że ma wstępne plany na kolejne odsłony[1]. Rozpoczęcie zdjęć planowane jest na połowę 2023 roku[2]. W grudniu Gadot wyraziła swoje podekscytowanie kolejnym "rozdziałem" w historii Wonder Woman[209]. Następnego dnia ogłoszono, że trzeci film nie będzie już kontynuowany, ponieważ jego scenariusz, który był współtworzony przez Jenkins i Geoffa Johnsa, nie pasował do planów Gunna i Safrana na uniwersum[210].
- Niezatytułowany film o Black Mancie – w lutym 2019 roku studio Warner Bros. ogłosiło, że powstanie spin-off do Aquamana, skupiający się na głównym złoczyńcy[211]. Peter Safran i James Wan mieli być producentami, a Noah Gardner i Aidan Fitzgerald mieli napisać scenariusz[211]. Film miał mieć niższy budżet produkcyjny niż inne filmy DC Extended Universe[211]. W następnym miesiącu Safran stwierdził, że film zostanie prawdopodobnie wydany wcześniej niż Aquaman i Zaginione Królestwo[212]. W kwietniu 2021 roku projekt został anulowany, choć Warner Bros. nie wyklucza powrotu do niego w przyszłości[213].
- The Wonder Twins – w lutym 2022 roku ujawniono, że film na platformę HBO Max skupiony wokół Zana i Jayne / Wonder Twins jest w fazie rozwoju[214]. Adam Sztykiel miał być reżyserem i scenarzystą, a Marty Bowen i Wyck Godfrey mieli pełnić rolę producentów[214]. W kwietniu tego samego roku KJ Apa i Isabel May zostali obsadzeni w głównych rolach, jako odpowiednio Zan i Jayne[215]. Zdjęcia główne miały rozpocząć się w Atlancie, w stanie Georgia w lipcu[215][216], ale projekt został anulowany w maju po połączeniu WarnerMedia z Discovery Inc. i utworzeniu Warner Bros. Discovery[216][217]. Dyrektor generalny nowo powstałego konglomeratu, David Zaslav, uznał, że szacowany na ponad 75 milionów dolarów budżet filmu nie przyniesie wystarczających zysków[216][217].
- Zatanna – w listopadzie 2018 roku ujawniono, że Warner Bros. planuje stworzenie filmu o postaci Zatanny[218]. W marcu 2021 ogłoszono, że projekt jest w fazie rozwoju, a Emerald Fennell została zatrudniona jako scenarzystka[219]. Film miał zostać wyprodukowany przez J.J. Abramsa[220].

## Obsada i postacie powracające
Wielokrotnie swoje role powtarzają Henry Cavill jako Clark Kent / Superman, który wystąpił w filmie Człowiek ze stali (2013); Ben Affleck jako Bruce Wayne / Batman i Ezra Miller jako Barry Allen / Flash, którzy wystąpili w filmie Legion samobójców (2016), Gal Gadot jako Diana Prince / Wonder Woman, która pojawiła się w Wonder Woman (2017), Jason Momoa jako Arthur Curry / Aquaman, który pojawi się w filmie Aquaman (2018) oraz Ray Fisher jako Victor Stone / Cyborg, który wystąpi w filmie Cyborg (2020). Cała szóstka wstąpiła w filmach Batman v Superman: Świt sprawiedliwości (2016) i Liga Sprawiedliwości (2017). Gadot powróci w filmie Wonder Woman 1984 (2020). Tytułową rolę w filmie Shazam! (2019) zagrali Zachary Levi i Asher Angel.
Inni aktorzy, którzy wielokrotnie pojawią się w filmach DC Extednded Universe to między innymi: Amy Adams jako Lois Lane, Amber Heard jako Mera, Kevin Costner jako Jonathan Kent, Diane Lane jako Martha Kent, Laurence Fishburne jako Perry White, Jeremy Irons jako Alfred Pennyworth i Chris Pine jako Steve Trevor.

## Odbiór
Pierwsze pięć filmów franczyzy zarobiło prawie 3,8 miliarda dolarów przy łącznym budżecie wynoszącym ponad miliard dolarów, lecz o ile wynik finansowy Wonder Woman był dobry, to Liga Sprawiedliwości przyniosła straty. 
Większość filmów DCEU miała mieszane recenzje krytyków. Najlepiej oceniono Wonder Woman, lecz Shazam! i Legion samobójców: The Suicide Squad niewiele od niej odstawały. Najsłabiej odebrano Legion samobójców, a recenzje filmów Batman v Superman: Świt sprawiedliwości, Liga Sprawiedliwości, Black Adam oraz Aquaman i Zaginione Królestwo były niewiele lepsze.
W 2016 roku Batman v Superman: Świt sprawiedliwości i w 2017 roku Liga Sprawiedliwości wygrały podczas Golden Schmoes Awards w kategorii „największe rozczarowanie roku”, natomiast Człowiek ze stali otrzymał w 2013 roku nominację do tej kategorii. Wonder Woman natomiast otrzymała kilka nagród w kategorii „najlepszy film”, między innymi podczas Critics’ Choice Movie Awards, Dragon Awards, Empire Awards i Teen Choice Awards. Legion samobójców został wyróżniony Oskarem za „najlepszą charakteryzację i fryzury” w 2017 roku

### Wyniki box office
| Film                                                                         | Data premiery     | Data premiery        | Przychód    | Przychód       | Budżet (w mln) | Przypisy |
| Film                                                                         | w Polsce          | na Świecie           | w Polsce    | na Świecie     | Budżet (w mln) | Przypisy |
| ---------------------------------------------------------------------------- | ----------------- | -------------------- | ----------- | -------------- | -------------- | -------- |
| Człowiek ze stali (Man of Steel)                                             | 21 czerwca 2013   | 10 czerwca 2013      | $1 210 265  | $668 045 518   | $225           | [ 229 ]  |
| Batman v Superman: Świt sprawiedliwości (Batman v Superman: Dawn of Justice) | 1 kwietnia 2016   | 23 marca 2016        | $2 300 823  | $873 260 194   | $250           | [ 230 ]  |
| Legion samobójców (Suicide Squad)                                            | 5 sierpnia 2016   | 1 sierpnia 2016      | $4 052 607  | $745 600 054   | $175           | [ 231 ]  |
| Wonder Woman                                                                 | 2 czerwca 2017    | 15 maja 2017         | $1 366 850  | $821 847 012   | $149           | [ 232 ]  |
| Liga Sprawiedliwości (Justice League)                                        | 17 listopada 2017 | 26 października 2017 | $1 486 879  | $657 924 295   | $250           | [ 233 ]  |
| Suma                                                                         | Suma              | Suma                 | $10 417 424 | $3 768 298 638 | $1 049         |          |

### Oceny krytyków
| Film | Rotten Tomatoes         | Metacritic     |
| --- | ----------------------- | -------------- |
| Człowiek ze stali (Man of Steel)                                                                                                 | 57% (6,2/10 z 340 ocen) | 55 (z 47 ocen) |
| Batman v Superman: Świt sprawiedliwości (Batman v Superman: Dawn of Justice)                                                     | 29% (5,0/10 z 438 ocen) | 44 (z 51 ocen) |
| Legion samobójców (Suicide Squad)                                                                                                | 26% (4,8/10 z 392 ocen) | 40 (z 53 ocen) |
| Wonder Woman | 93% (7,7/10 z 475 ocen) | 76 (z 50 ocen) |
| Liga Sprawiedliwości (Justice League)                                                                                            | 39% (5,3/10 z 411 ocen) | 45 (z 52 ocen) |
| Aquaman | 66% (6,0/10 z 412 ocen) | 55 (z 50 ocen) |
| Shazam! | 90% (7,3/10 z 418 ocen) | 71 (z 53 ocen) |
| Ptaki Nocy (i fantastyczna emancypacja pewnej Harley Quinn) Birds of Prey (and the Fantabulous Emancipation of One Harley Quinn) | 79% (6,8/10 z 447 ocen) | 60 (z 59 ocen) |
| Wonder Woman 1984 | 58% (6,0/10 z 455 ocen) | 60 (z 58 ocen) |
| Legion samobójców: The Suicide Squad The Suicide Squad                                                                           | 90% (7,5/10 z 383 ocen) | 72 (z 55 ocen) |
| Black Adam | 39% (5,1/10 z 306 ocen) | 41 (z 52 ocen) |
| Shazam! Gniew bogów Shazam! Fury of the Gods                                                                                     | 49% (5,6/10 z 263 ocen) | 47 (z 50 ocen) |
| Flash The Flash | 63% (6,3/10 z 389 ocen) | 55 (z 55 ocen) |
| Blue Beetle | 78% (6,3/10 z 276 ocen) | 61 (z 52 ocen) |
| Aquaman i Zaginione Królestwo Aquaman and the Lost Kingdom                                                                       | 33% (4,9/10 z 212 ocen) | 42 (z 43 ocen) |

## Przyszłość
W styczniu 2023 roku Gunn i Safran ogłosili pierwsze dziesięć produkcji DC Universe, składających się na pierwszą część franczyzy, opatrzoną podtytułem „Chapter 1: Gods and Monsters”. Wśród nich znalazły się filmy Superman (2025), The Authority, The Brave and the Bold, Supergirl: Woman of Tomorrow i Swamp Thing, a także seriale telewizyjne Waller, Creature Commandos, Lanterns, Paradise Lost i Booster Gold. Duet był otwarty na powrót aktorów DCEU, takich jak Ezra Miller, Gal Gadot, Jason Momoa i Zachary Levi, choć Gunn wyjaśnił, że Superman: Legacy posłuży jako początek nowej ciągłości i niektóre wydarzenia z DCEU mogą być zmieniane w DCU. Film Flash zostałby wykorzystany do zresetowania niektórych aspektów wszechświata zmierzającego do DCU.